# NGC 454
NGC 454 è una coppia di galassie interagenti situata nella costellazione della Fenice. La coppia è costituita dalla galassia irregolare PGC 4461 e dalla galassia lenticolare PGC 4468.
Fu scoperta il 5 ottobre 1834 da John Herschel.